# 江南信國

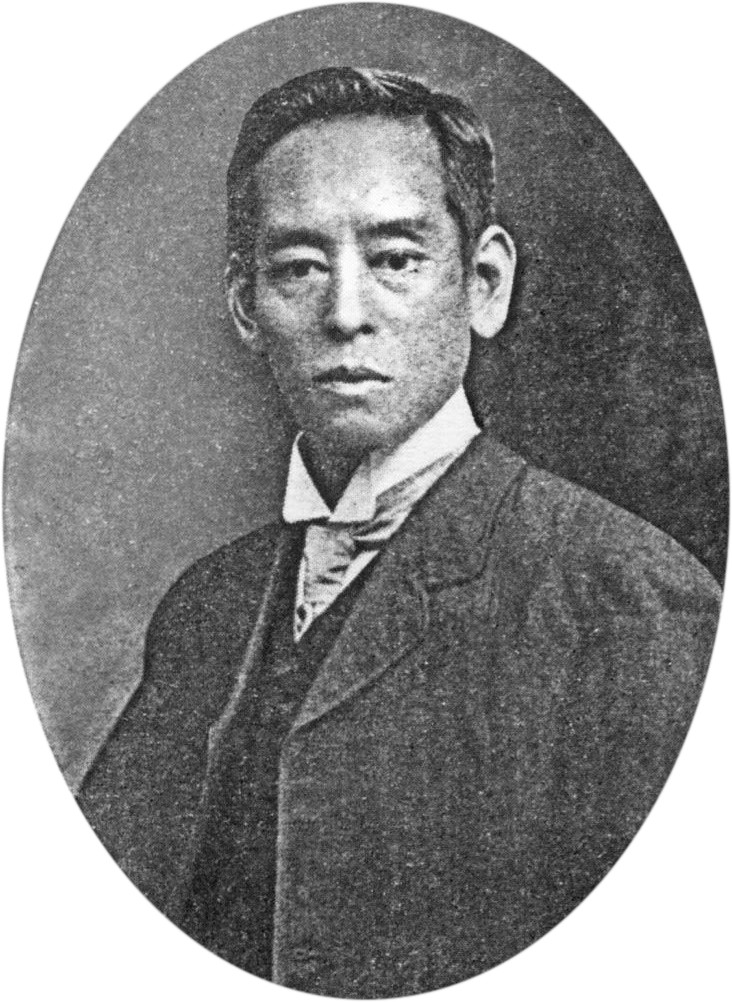
1909年頃の江南信國。

江南 信國（えなみ のぶくに、1859年 - 1929年）は、明治期日本の写真師で、T・エナミ (T. Enami) の通称で知られた。通称の「T」は「トシ」という名の頭文字ともいわれるが、江南自身は「T」にあたる名を略さずに記すことはなかった。

## 経歴
幕末の江戸に生まれた。長じて、有名な写真師小川一真（最初期のコロタイプ(collotype) 印刷技術者であった）の初の弟子となり、次いで助手となった。独立し横浜に転居し、弁天通に写真スタジオを構えた。同じ通りの数軒先には、既に有名になっていた玉村康三郎のスタジオもあった。後に玉村と江南は、少なくとも3回の事業において、共同で作業を行った。
江南は、当時の写真師としては珍しく、人気のあった様々な形式の仕事に幅広く取り組んだという点で、唯一の存在であり、その仕事には、『"Yokohama Albums"』と通称された、大判写真を編集した写真帖の制作なども含まれていた。他方では、江南は立体写真や幻灯機用のスライド・ガラス写真など、小さな写真もついても、最も多く作品を残した多作な写真師であった。その作品の中でも最も秀でたものは、直接手彩色が施された。江南の残した写真は、書籍や定期刊行物、新聞などにも取り上げられ、何百万枚もの複製が印刷された。江南の作品だけで構成された日本の風物を捉えた立体写真のセットは、アメリカ合衆国の少なくとも3社の出版社から発売されていた。
1923年の関東大震災の際には、江南は生き延びたものの、地震後の火災によってスタジオを焼失したが、後にはスタジオを再建した。1929年に江南が死去した後、長男の保（たもつ）がスタジオ経営を継承したが、第二次世界大戦下の1945年の空襲で、スタジオは再び焼失した。

## 遺されたもの
事業を継承した息子保も、父と同じく「T」を頭文字としたので、後代の写真史家は、父（信國）による写真を、息子の作品と混認することがしばしば生じた。『Photography in Japan 1853–1912』の中で、著者テリー・ベネット (Terry Bennett) は、この父子いずれの作品と同定するべきかという問題について、興味深いコメントを記している。横浜の江南家は、後にこの謎を解明した。実は保は写真師ではなく、「T・エナミ」が彼を指すことはなかったのである。保はスタジオを継承したが、その後も父が撮影した古い写真を現像して、販売し続けていたのであった。幸い、名の頭文字が同じであったため、保はレターヘッドや商標、その他いろいろなものを、変更することなく父から継承したのであった。こうした発見や、その他の伝記的事実については、沖縄を活動拠点とする写真研究者ロブ・オーシュリ (Rob Oechsle) によって著されたエッセイと立体写真の索引や、その後出版されたベネットの著書『Old Japanese Photographs – Collectors' Data Guide』に述べられている。
ウェブサイト「PhotoGuide Japan」のフィルバート・オノ (Philbert Ono) は、信國が、将来息子がスタジオを継承できるように、意図的に息子に「T」を頭文字とする名をつけたのではないかと考えている。
江南の死後、彼に与えられた最大の栄誉は、おそらくは『Odyssey, the Art of Photography at National Geographic』（1988年）の初版カバーに彼の作品が取り上げられたことであろう。雑誌『ナショナル・ジオグラフィック・マガジン』（後の『ナショナルジオグラフィック』）は、その初期において、江南の写真をしばしば取り上げていた。

## 「T. Enami」名義の写真

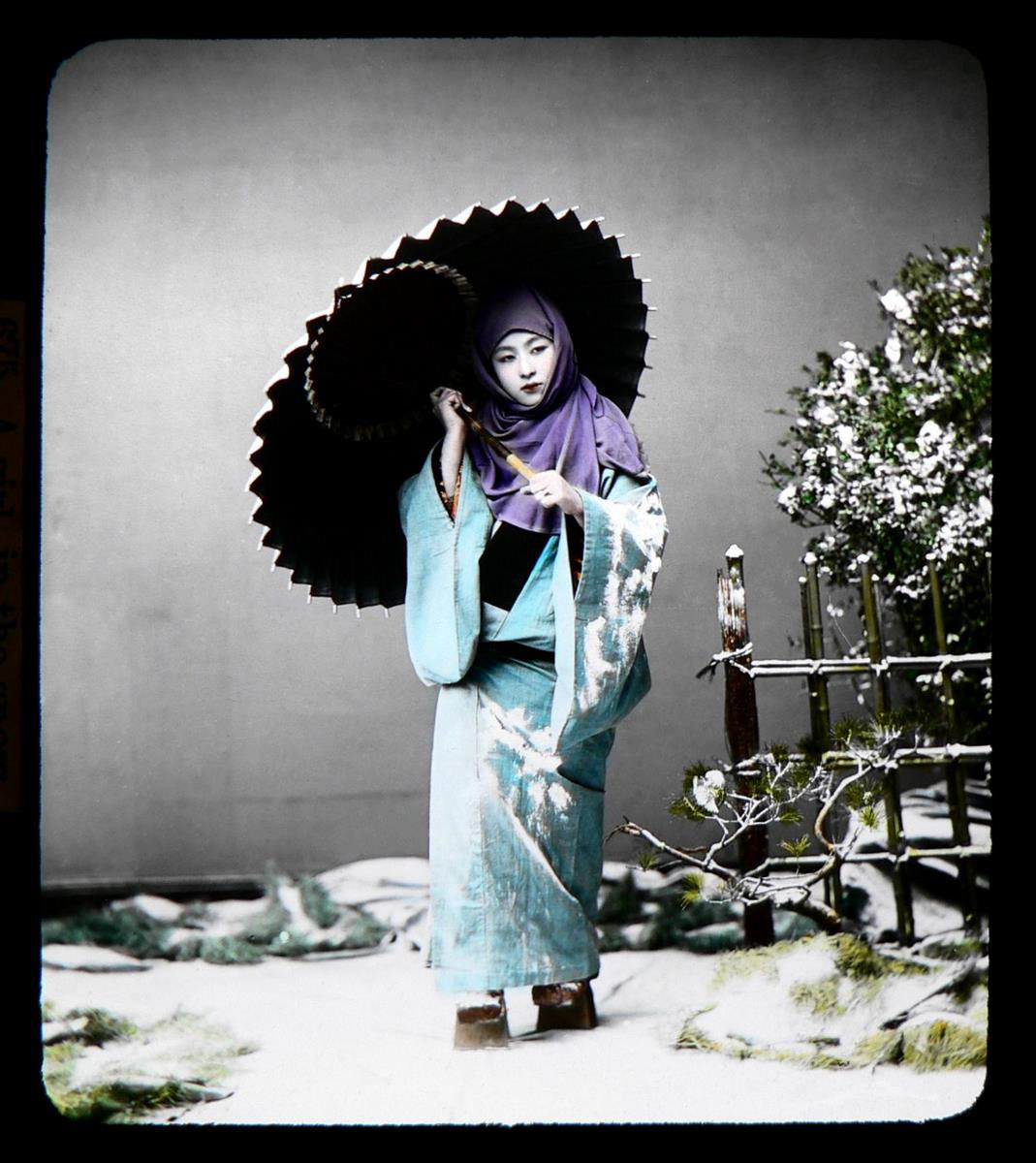
雪の中で傘をさす女性。
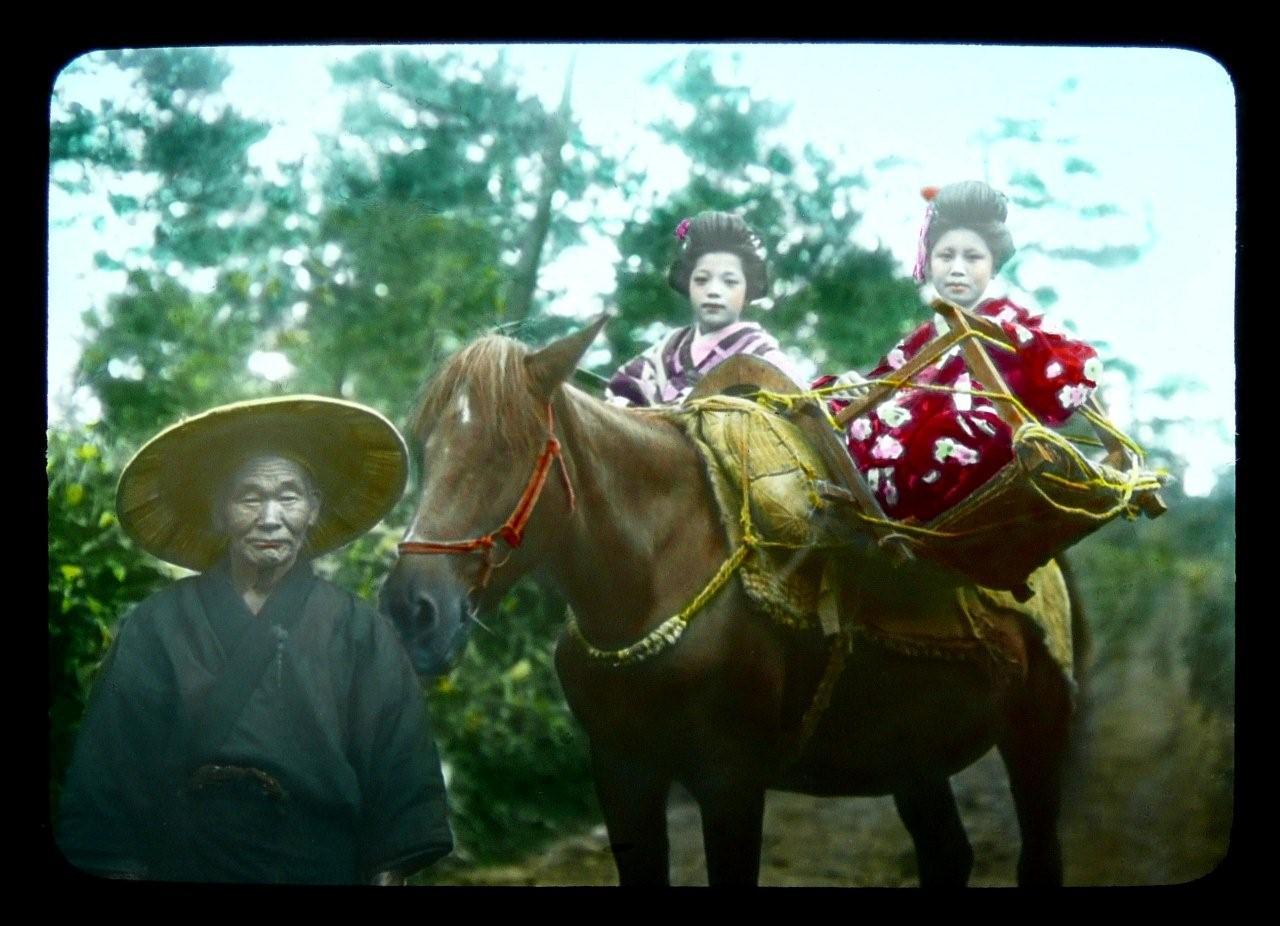
女性二人を乗せた馬。
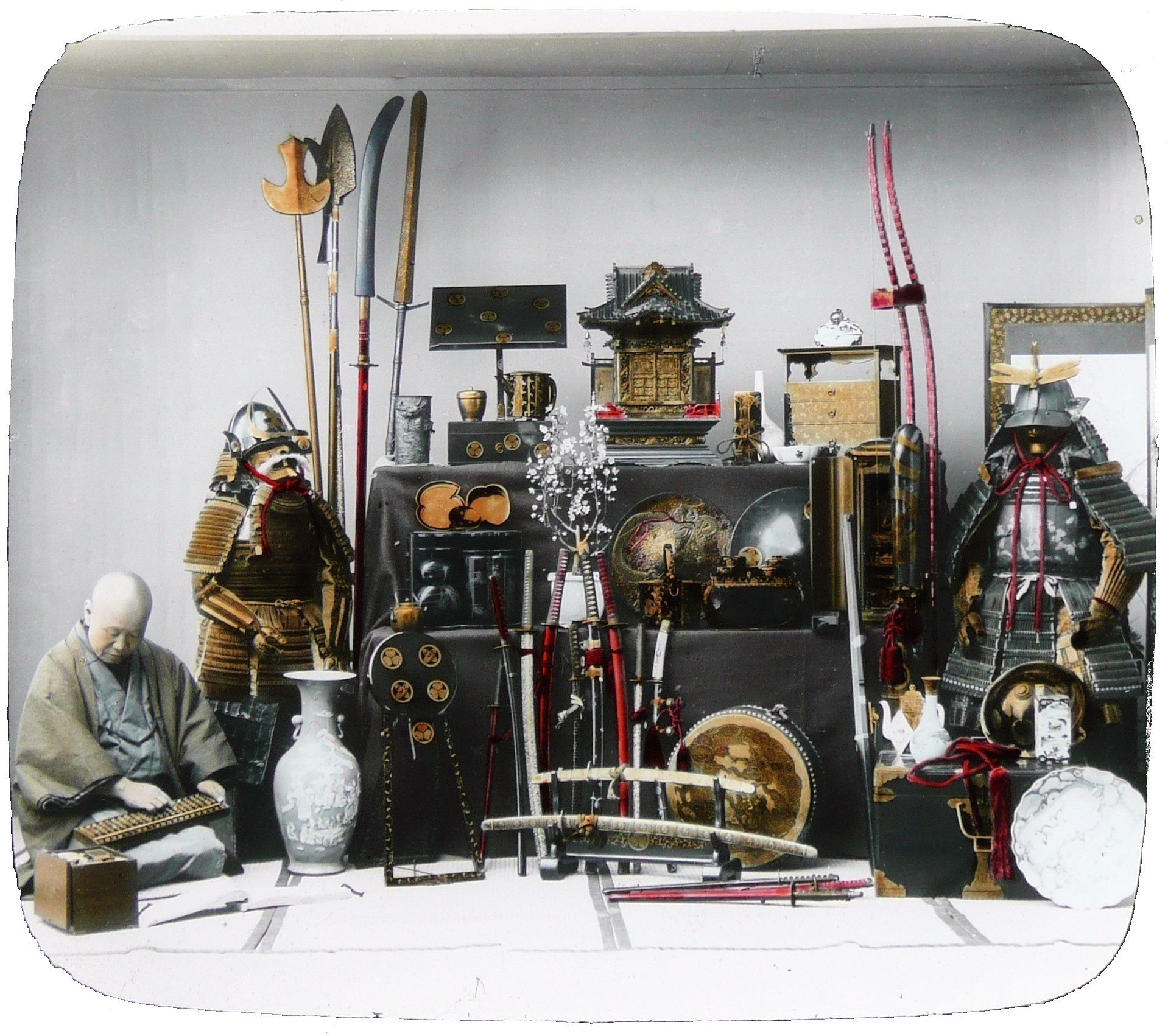
日本の歴史的軍装品。
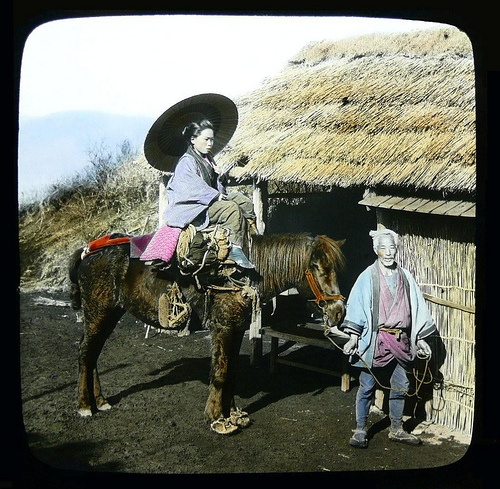
馬に乗る女性。1892年-1895年

## 文献
- 森望『明治の長崎撮影紀行　小川一真と江南信國のはるかなる旅路』長崎文献社、2014年